# Hôtel Fumé
L'hôtel Fumé, parfois écrit Fumée ou Fumey, est un édifice de style gothique flamboyant construit à Poitiers entre le xve siècle et le xvie siècle. Édifice assis au sommet du versant sur lequel se précipite rudement la rue de la Chaîne, l'hôtel Fumé abrite aujourd'hui l'administration et quelques salles de la faculté de sciences humaines et arts de l'université de Poitiers.

## Historique
L'hôtel Fumé doit son origine à Pierre Fumé de la Perrière, dont la famille était depuis longtemps connue, non seulement en Poitou, mais en Anjou et en Touraine. Originaire du sud de l’Anjou et seigneur de la Perrière, Pierre Fumé devient membre du corps de ville de Poitiers en 1463 après avoir été avocat aux Grands Jours de Poitiers en septembre 1454 et aux Grands Jours de Thouars en 1455. Vers 1470, il épouse Hilaire Herbert qui lui apporte la seigneurie du Château Couvert (Jaunay-Marigny). La construction de l'hôtel Fumé aurait été initiée entre 1470 et 1484, date à laquelle Pierre Fumé est décédé. 
Bâti sous le règne de Louis XII, l'édifice est construit en deux temps sur une parcelle située en déclivité le long de la rue de la Chaîne, un des principaux axes de la ville à l'époque. Devenu maire de Poitiers, Pierre Fumé fait édifier un logis en fond de cour, de style gothique flamboyant typique de la période. Durant la seconde décennie du xvie siècle, François Fumé de La Perrière deviendra à son tour maire de Poitiers en 1520 et fait agrandir et modifier le bâtiment originel avec une somptueuse façade gothique sur rue, ornée de sculptures de grande qualité. À sa mort en 1532, l'édifice continue d'abriter la descendance familiale jusqu’au commencement du xviiie siècle. En 1784, Marie Boynet de Bernay, le vendit à Jean-Charles André de Veillechèze, seigneur de La Mardière (1740-1815) président du présidial et autres cours royales de Poitiers, lieutenant-général de police. Sa fille Marie-Pélagie le vendit le 31 décembre 1826, qui le céda à une congrégation catholique, les Frères de la doctrine chrétienne.
En 1919, l’Hôtel Fumé est cédé à l’université afin d’y installer la Faculté des lettres à partir de juin 1922 selon la volonté du recteur Léon Pineau et du doyen de la faculté Henri Carré. Le bâtiment sur rue abrite les parties réservées à l’administration et à la réception tandis que le bâtiment sur cours héberge les salles de cours. Deux ailes asymétriques dessinant une cour ouverte prolongent le bâtiment sur les jardins à l’ouest, où se trouvaient les vastes amphithéâtres Descartes et Richelieu.
En 1961, une nouvelle campagne architecturale voit le jour. Le plan proposé par l'architecte André Ursault reprend naturellement le dispositif de l’hôtel particulier partagé entre cour et jardin. Soucieux de préserver l’esprit de l’hôtel particulier, il préserve l’organisation spatiale du bâtiment sur rue, de la cour d’honneur et du corps de logis principal datant du xvie siècle. Il magnifie ce dernier en y installant le vaste hall des inscriptions qui occupe à lui seul, toute la profondeur de ce corps de logis et qui, par sa fonction, devient un passage obligatoire pour tous les étudiants. Il propose de démolir les deux ailes abritant les deux amphithéâtres aménagés dans les années 1920 lors de l’installation de la Faculté des lettres dans l’hôtel et de les remplacer par un plan en peigne constitué de trois bâtiments rectilignes, occupant ainsi l’ensemble du terrain jusqu’à la rue des Carmélites. Ces trois constructions permettent de faire face à la difficulté posée par le dénivelé de la parcelle à aménager. L’agencement des deux nouvelles constructions est identique. De forme rectangulaire, chacune d’elles est divisée en deux parties distinctes. Contrairement à celui du corps historique de l’hôtel Fumé, le plan ne se lit plus dans la longueur mais au contraire dans la largeur, plan dit en peigne typique des architectures scolaires. Il garantit une pénétration naturelle de la lumière dans tous les corps de bâtiment.

## Architecture

### Façade sur rue

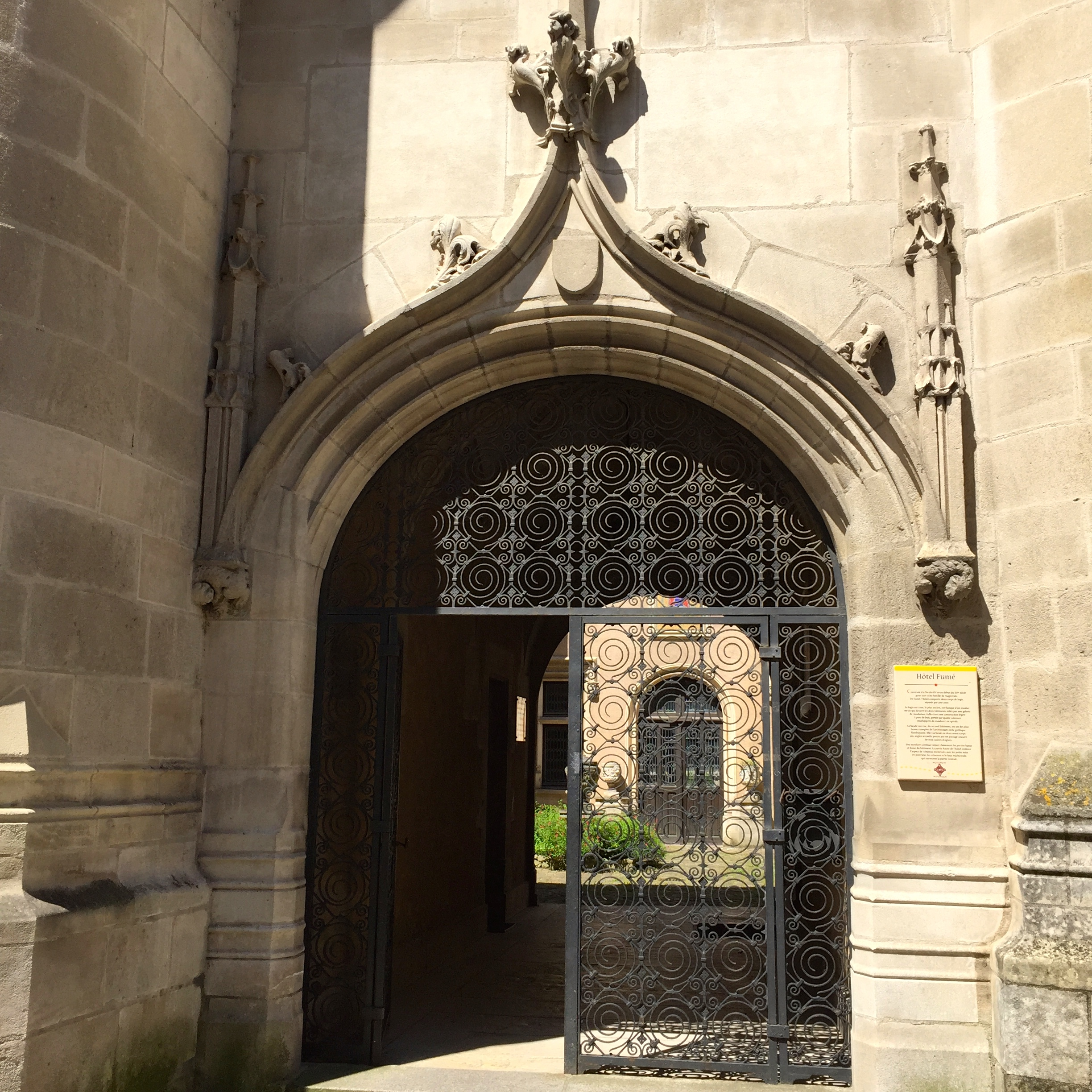
Portail sur rue

L’hôtel Fumé, surtout du point de vue des dispositions extérieures, présente un très grand intérêt. L'architecte a voulu, dans la façade, rappeler l’entrée des anciens châteaux forts, et les deux pavillons, qui font saille de chaque côté, ne sont que des tours déguisées. La majestueuse façade sur rue présente tous les éléments caractéristiques du gothique flamboyant : fenêtres à meneaux, pinacles, motifs de choux frisés et de feuille d'aristoloche ou de chardon, figures sculptées. On y trouve aussi des références à l'architecture militaires des siècles précédents : poivrières, chemin de ronde factice, mâchicoulis. Purement décoratifs, ces éléments sont ici réduits a de simples signes ostentatoires de rang social.

### Cour

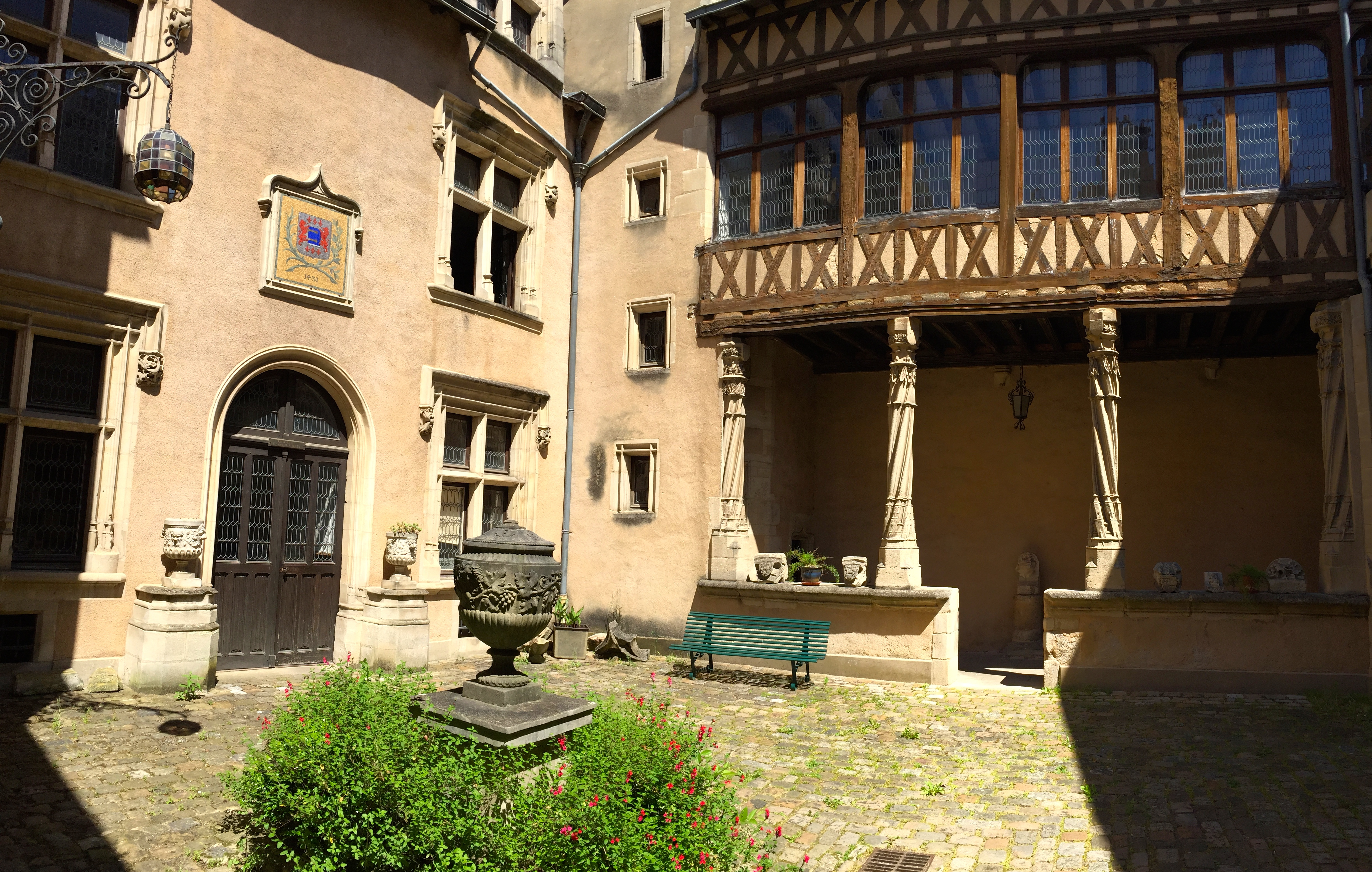
Cour intérieure

Le bâtiment présente une cour centrale autour de laquelle s'organise le logis construit en deux temps. En fond de cour, le bâtiment originel de Pierre Fumée présente une façade de style gothique flamboyant classique, avec lucarnes sculptées de figures animales et pinacles. L'extension, au sud et à l'est, réalisée au xvie siècle par François Fumée présente une loggia (aujourd'hui fermée par des vitraux à losanges) en pans de bois soutenue par des colonnes gothiques torsadées. Une tourelles d'escalier, surmontée d'une licorne en plomb, donne accès aux étages. Un balcon sinueux en pierre rattache l'espace de la loggia au logis sur rue. L'entrée se fait par un passage vouté d'ogives. Des transformations néo-gothiques du xixe siècle ont été enlevées dans les années 1920. C'est à cette époque que la façade est ornée d'une mosaïque reprenant les armoiries de l'université de Poitiers et la date fondatrice de 1431.